# Juan Manuel Abras
Juan Manuel Abras Contel (1 de febrero de 1975) es un compositor de música clásica, director de orquesta, musicólogo e historiador de Suecia. Nacido en Estocolmo de una familia europea que se desplazaba por el mundo, Abras se convirtió en un artista y científico cosmopolita. 

## Antecedentes y formación
Juan Manuel Abras nació en Estocolmo, pasó su infancia en Ginebra y Madrid, su adolescencia en Buenos Aires, Venecia y Bilbao, y su juventud en Viena y Cracovia. Su formación, que incluye dos doctorados y una docena de títulos académicos, la recibió en Austria, Alemania, Italia, España, Polonia y Argentina mientras vivía con sus padres: un diplomático (Embajador) y periodista de la Agencia EFE española, y una socióloga y profesora de piano. Como compositor, Abras fue alumno de Krzysztof Penderecki, Kurt Schwertsik y Roberto García Morillo, estudió también con Karlheinz Stockhausen, Helmut Lachenmann, Wolfgang Rihm, Alexander Müllenbach, etc. y concurrió a la Universidad de Música y Arte Dramático de Viena, al Mozarteum de Salzburgo, a la Academia de Música de Cracovia, al IRCAM de París, al Conservatorio Superior de Música Manuel de Falla de Buenos Aires, etc., realizando cursos, talleres y completando estudios de grado y posgrado. Como director de orquesta, Abras estudió con Leopold Hager, Ervin Acél y Guillermo Scarabino, se formó también con Michael Gielen, Dominique Fanal, etc. y concurrió a la Universidad de Música y Arte Dramático de Viena, al Conservatorio Superior de Música Manuel de Falla de Buenos Aires, a la Staatsoper Unter den Linden de Berlín, etc., realizando cursos, pasantías y completando estudios de grado y posgrado. Como musicólogo e historiador, Abras realizó un Doctorado en Musicología (Universidad Complutense de Madrid y Universidad de Valladolid), un Doctorado en Música (Pontificia Universidad Católica Argentina), un Máster Universitario en Música Hispana (Universidad de Salamanca y Universidad de Valladolid), una Licenciatura en Historia (Universidad del Salvador de Buenos Aires y primer ciclo completado en la Universidad de Deusto en Bilbao) y numerosos seminarios y cursos. Como pianista, Abras comenzó sus estudios con su madre, los continuó con Giovanni Umberto Battel, Luis Fernando Barandiarán, Ana Litovsky-Grünwald, Elizabeth Fiocca, etc. y concurrió al Conservatorio de Música Benedetto Marcello de Venecia, al Conservatorio Superior de Música de San Sebastián, al Conservatorio de Música Juan Crisóstomo Arriaga de Bilbao, al Conservatorio Nacional de Música Carlos López Buchardo, etc., completando estudios de profesorado mientras estudiaba también violín, clarinete y clavecín.

## Carrera y galardones
La crítica musical de Francia ha señalado que Juan Manuel Abras es uno de los compositores europeos que «representan una buena parte de la Europa de la música nueva» y, al mismo tiempo, la crítica musical porteña lo ha considerado «un genuino representante de la música argentina». En Alemania, Genuin classics ha destacado «la intensidad que deja sin aliento de Juan Manuel Abras» y desde el ámbito musicológico francés se ha afirmado que «la variedad también se encuentra en su lenguaje musical», el cual posee «una unidad, inaudible por naturaleza que se realiza cada vez a través de diferentes géneros», sosteniendo que en sus obras «hay, además del psicoanálisis [...], referencias a la literatura, la religión, la arqueología, etc.». El ámbito académico español ha recogido que la música de Abras es «cosmopolita y polifacética, a la búsqueda de un equilibrio entre emoción y razón, un diálogo entre pasado y futuro, tendiendo hacia el Absoluto» y que «contiene influencias de los compositores con los que estudió, como Penderecki, Stockhausen, Lachenmann y Rihm, nutriéndose a su vez de conceptos como anamnesis, unión de los opuestos, numinosidad, écfrasis e intertextualidad. La unidad interna en su estructura profunda se manifiesta a través de estructuras superficiales variadas y puede utilizar nuevas tecnologías, contener referencias que van de la teología a la biología e incorporar a la música clásica elementos del folclore, así como sonidos producidos por seres vivos». Por ejemplo, según la crítica musical de Finlandia, durante el estreno finlandés de su composición The song of Anna O., Abras «llevó al oyente a un mundo de fantasía rítmicamente palpitante que recordaba un castillo encantado». Y, de acuerdo a la crítica musical polaca, en su pieza Chacarera beatboxera, «Abras unió en un todo elementos de la música étnica, antiguas melodías populares y música nueva, creando un torbellino danzante un tanto 'trance', lleno de alegría solar y diversión» En la prensa de Estados Unidos se ha hecho referencia a Abras para señalar la «maestría del compositor […] también como habilidoso orquestador» y en el ámbito cultural porteño se ha afirmado que «su cultura enciclopédica le ha permitido articular un horizonte cosmopolita».
Juan Manuel Abras ha creado un centenar de composiciones musicales (para orquesta/conjunto sinfónica/o y de cámara, coro con/sin solistas, escena, instrumento solo, sonidos electroacústicos, etc.) (ver abajo) que han sido programadas en una docena de festivales internacionales: Semana de la Música Gaudeamus (Países Bajos), Festival MANCA (Francia), Otoño de Varsovia (Polonia), Musiikin aika (Finlandia), Ördögkatlan Fesztivál (Hungría), Piano City Milano (Italia), Festival Internacional Discantus (México), International Festival of Krakow Composers (Polonia), Le Printemps des Poètes (Francia), Foro Internacional de Música Nueva 'Manuel Enríquez' (México), Festival Dni Bachowskie (Polonia), Festival Instrumenta (México), etc. Dichas obras se han interpretado en un centenar de escenarios a lo largo del mundo: Mozarteum de Salzburgo (Austria), Teatro Colón (Argentina), Bimhuis-Muziekgebouw aan 't IJ (Países Bajos), Filharmonia Łódzka im. Artura Rubinsteina (Polonia), Kunstquartier Bethanien Berlin (Alemania), Théâtre Dunois à Paris (Francia), Universidad de Columbia (Estados Unidos), Balassi Institute (Bélgica), St James's Church, Piccadilly (Reino Unido), Palacio Longoria (España), International Research and Information Centre 'Thracica' (Bulgaria), Nádasdy Ferenc Múzeum (Hungría), Conservatorio Luisa D'Annunzio (Italia), Universidad de York (Canadá), Palacio de Bellas Artes (México), Summart Arts Center (Turquía), Universidad de Música y Arte Dramático de Viena (Austria), Centro Cultural Kirchner (Argentina), Academia de Música de Cracovia (Polonia), Europäisches Zentrum der Künste Hellerau (Alemania), Universidad Estatal de California (Estados Unidos), Fundación Museo Jorge Oteiza (España), Associazione Cultura e Musica G. Curci (Italia), Universidad de Ottawa (Canadá), Museo Nacional de Arte (México), Altes Rathaus Wien (Austria), Museo Nacional de Bellas Artes (Argentina), Muzeum Narodowe w Krakowie (Polonia), Kulturrathaus Dresden (Alemania), Universidad de Misuri (Estados Unidos), Conservatorio Superior de Música de Navarra (España), Universidad Autónoma Benito Juárez de Oaxaca (México), Palacio Pálffy (Austria), etc. Su discografía actual (ver abajo) incluye obras grabadas en 11 CDs editados en Alemania, Francia, Reino Unido, Austria, Polonia y Argentina.
A lo largo de su carrera, Juan Manuel Abras ha ganado numerosos galardones y becas: Premio TRINAC 2017 (EIMC‐ISCM), Mención TRINAC 2014 (EIMC‐ISCM), Premio Grafimuse (Bruselas, 2011), 2.º Premio de la Ciudad de Viena a la Música de Cine (Viena, 2010), Mención Orquesta de Cámara Sibelius 'Bicentenario' (Banfield, 2010), Premio TRINAC 2008 (EIMC-ISCM), Beca de Perfeccionamiento de la Fundacja Argentynska (Varsovia, 2006), Beca 'Directorio' del Fondo Nacional de las Artes (Buenos Aires, 2005), Beca 'In Memoriam Erich Kleiber' (Berlín, 2004), Premio 'Theodor Körner' (Viena, 2003), 2.º Premio 'Franz Josef Reinl' Stiftung (Viena, 2002), Menciones TRINAC 2002 y TRIMARG 2002 (ambas EIMC-ISCM-CAMU-IMC-UNESCO), Medalla de Oro CSMMF tanto en Composición como en Dirección de Orquesta (Buenos Aires, 2000), etc.

## Cargos profesionales y docentes
Juan Manuel Abras ha trabajado como compositor en residencia, así como compositor invitado y comisionado, dentro del marco de las actividades llevadas a cabo por: 51.º Festival Internacional de Música Contemporánea ‘Otoño de Varsovia’ (2008), Ensemble Aleph – 4.º Foro Internacional de Jóvenes Compositores (Programa ‘Cultura 2000’ de la Unión Europea; París, 2006), Fundacja Argentynska (Varsovia, 2006), XIII Laboratorio de Música Contemporánea (Varsovia, 2006), Foro Internacional de Cultura y Economía (Dresde, 2003), etc. Miembro de la Sociedad de Compositores Austriacos (ÖKB), Sociedad Española de Musicología (SEdeM), Musimagen y SADAIC, Abras ha sido designado director musical y director artístico de varias orquestas argentinas (incluyendo la Orquesta de Cámara Iberoamericana de la Academia Nacional de Bellas Artes y la Orquesta Estable de la Provincia de Tucumán), participando en la difusión de la música argentina e iberoamericana como compositor, director, pianista y organizador de conciertos, trabajando también como arreglador, orquestador, editor musical, preparador de partituras y copista. En Argentina, Juan Manuel Abras también trabajó como Profesor Titular en la Universidad Nacional de Lanús de la Provincia de Buenos Aires (enseñando Técnicas y Música de cámara del siglo XX), como Profesor Nivel Superior en el Conservatorio Superior de Música de la Ciudad de Buenos Aires ‘Astor Piazzolla’ (enseñando Análisis musical, Estilística musical y Práctica instrumental) y como Miembro Invitado (investigador) del Instituto de Investigación Musicológica ‘Carlos Vega’-UCA (transcribiendo e investigando manuscritos de música renacentista y música barroca).

## Obras seleccionadas
- Ave María (1997), para soprano y piano (Estreno mundial: 4 de diciembre de 1997. Sala ‘Juan Bautista Alberdi’, Centro Cultural General San Martín, Buenos Aires, Argentina. Verónica Gamberale, soprano / Laura Lachowicz, piano)
- Chacarera beatboxera (2008), para beatboxer humano, clarinete, percusión, piano y violín (Obra comisionada por el 51.º Festival de Música Contemporánea ‘Otoño de Varsovia’, Polonia. Estreno mundial: 25 de septiembre de 2008. Ochota Sports Centre, Varsovia, Polonia. Patryk ‘TikTak' Matela, beatboxing / Kwartludium Ensemble. Primera grabación mundial: CD Sound Chronicle of the Warsaw Autumn 2008 No. 5 (2008), Polish Music Information Centre, Polmic 045, Varsovia, Polonia. Patryk ‘TikTak' Matela, beatboxing humano / Kwartludium Ensemble)
- Chacarera endebussyada (2010), para piano solo (Estreno mundial: 16 de mayo de 2011. Consejo Profesional de Ciencias Económicas de la Ciudad Autónoma de Buenos Aires, Argentina. Natalia González Figueroa, piano)
- Chacarera meets the Puna (2005), para violín solo (Primera grabación mundial: CD Obras para Violín Solo de Compositores Argentinos Vol. II (2007), Tradition, TR060427, Buenos Aires, Argentina. Alejandro Drago, violín)
- Conceptio, gestatio et partus (2005), para orquesta sinfónica
- De coelesti hierarchia (2002), para coro masculino, vibráfono, órgano, Violonchelo y sonidos electroacústicos
- De princesas y castillos (1997), para tenor y piano (Texto de Juan Manuel Abras)
- Dialoghi fra Mosè, Demostene, Virgilio e Turing (2004), [versión de Dialogos between Moses, Demosthenes, Virgil and Turing] para flauta, clarinete, violín y violonchelo
- Dialogos between Moses, Demosthenes, Virgil and Turing (2004), para cuarteto de cuerdas
- Drunken Fugue (1999), para trío de saxofones (Estreno mundial: 19 de mayo de 2003. Sala ‘Fanny-Hensel-Mendelssohn’, Universidad de Música y Arte Dramático de Viena, Austria. Wiener Saxophon-Quartett)
- Estelango (2002), para piano solo (Estreno mundial: 9 de febrero de 2003. York Hall, Glendon College, Universidad de York, Ontario, Canadá. Estela Telerman, piano)
- Estelango (2003-2004), versión para piano a 4 manos (Estreno mundial: 21 de mayo de 2005. Casal de Catalunya, Buenos Aires, Argentina. Estela Telerman, piano / Guillermo Carro, piano. Primera grabación mundial: CD Los compositores académicos argentinos y el Tango II (2007), Pretal, PRCD 138, Buenos Aires, Argentina. Estela Telerman, piano / Guillermo Carro, piano)
- Estelango (2008), versión para conjunto de percusión (Estreno mundial: 25 de octubre de 2010. Salón de Actos, Facultad de Derecho de la Universidad de Buenos Aires, Argentina. Ensamble de Percusión del Conservatorio Superior de Música de la Ciudad de Buenos Aires ‘Astor Piazzolla' / Marina Calzado Linage, dirección)
- Flumen Dei, Ager Arkanus (2003-2004), para orquesta de cámara
- Harmonie – Alpha et Omega (2001), para soprano y piano (Estreno mundial: 25 de abril de 2002. ‘Beethoven’ Saal, Palais Pálffy, Viena, Austria. Marika Ottisch, soprano / Laurenço César, piano. Primera grabación mundial: CD Harmonie heute?! (2002), Harmonia Classica Records, HCR 022, Viena, Austria. Marika Ottisch, soprano / Lourenço César Finatti, piano)
- Huayno meets the Milonga (2009), para vibráfono y marimba (Estreno mundial: 10 de junio de 2011. Salón Intersecretarias de la Legislatura de la Ciudad Autónoma de Buenos Aires, Argentina. Gonzalo Pérez, vibráfono / Martín Diez, marimba)
- Humane Vitae (2000), para sonidos electroacústicos
- Kleriodapsis (a butterfly’s life). Doppelkonzert (2002), para violín, violonchelo y orquesta de cámara
- La Chacayalera (1999), para coro de niños
- La Fuga de Valentino. Grosse Fugal a 6 (1999), para piano a 6 manos (Estreno mundial: 17 de noviembre de 2000. Sala ‘Juan Bautista Alberdi', Centro Cultural General San Martín, Buenos Aires, Argentina)
- La Fuga de Valentino. Grosse Fugal a 6 (1999), versión para orquesta sinfónica
- La última batalla (1997), para soprano y piano (Texto de Juan Manuel Abras. Estreno mundial: 4 de diciembre de 1997. Sala ‘Juan Bautista Alberdi' , Centro Cultural General San Martín, Buenos Aires, Argentina. Verónica Gamberale, soprano / Laura Lachowicz, piano)
- ¿Libertas? 47 (1999), para instrumento(s) y/o voz/voces (Obra ganadora del Premio Grafimuse, Bruselas, 2011. Estreno mundial: 22 de junio de 2011. Arte Gallery, Sofía, Bulgaria. Ejecutada por estudiantes de música de la Nueva Universidad de Bulgaria)
- Magia Azurra (1995), para violín, violonchelo y piano
- Milonga meets Malambo (2011), para violonchelo y piano (Estreno mundial: 18 de junio de 2012. Sala ‘Manuel M. Ponce’, Palacio de Bellas Artes, Ciudad de México, México. Juan Hermida, violonchelo / Misa Ito, piano)
- Missa ad tempus, duodecim tonis, et rythmis a populis argentinae traditis composita (2000), para voces solistas, coro y orquesta sinfónica
- Moment musical sur un thème de P. [Hill] et M. Hill (2012), para soprano y conjunto de cámara (Estreno mundial: 4 de junio de 2013. Théâtre Dunois, París, Francia. Ensemble Aleph)
- Muchos rostros, una Madre (2006), para voces solistas, coro y orquesta (Obra comisionada por la Fundacja Argentyńska, Varsovia, Polonia. Estreno mundial: 7 de mayo de 2006. Parafia p.w. Ofiarowania Pańskiego w Warszawie, Varsovia, Polonia. Adriana Róża Szmyt, dirección / Barbara Wnuk, soprano / Bożenna Jurkiewicz, contralto / Piotr Szmyt, tenor / Ryszard Morka, bajo / Coro ‘Cantate Domino' / Zuzanna Sawicka, arpa / Natolińska Orkiestra Kameralna)
- Musik für ‘In 3 Tagen Bist Du Tot 2' (Filmsequenz) (2010), para conjunto de cámara (Obra ganadora del 2.º Premio de la Ciudad de Viena a la Música de Cine, 2010).
- Noches para olvidar (2002), ópera de cámara en 1 Acto
- Pentecostés (Veni, Sancte Spiritus) (2007), para coro y sonidos electroacústicos (Estreno mundial: 26 de mayo de 2007. Sala Koncertowa, Academia de Música de Cracovia, Polonia. Grzegorz Brajner, dirección / Chór Kameralny ‘Pogratulujmy Mrówkom')
- Pésame (Actus contritionis) (2006), para narrador, conjunto de cámara y sonidos electroacústicos (Obra ganadora del Premio TRINAC, EIMC-ISCM, 2008. Estreno mundial: 13 de enero de 2007. Sala Kameralna, Academia de Música de Cracovia, Polonia. Grzegorz Brajner, dirección / Wojciech Leonowicz, narrador / Chór Kameralny Muzyki Współczesnej / Wiktoria Chrobak, percusión / Piotr Grodecki, contrabajo / Michał Pawełek, piano)
- Quatuor pour un petit soldat du plomb (1999), para cuarteto de cuerdas
- Ricercare (1999), para flauta, clarinete, violín y violonchelo (Estreno mundial:19 de junio de 1999. Wiener Saal, Mozarteum de Salzburgo, Austria. Alexander Müllenbach, dirección / Son Youn Hwa, flauta / Víctor Esfarelles, clarinete / Samuli Tuomikoski, violín / Pejman Memarzadeh, violonchelo. Primera grabación mundial: CD Argentina - Música de Cámara Vol. 1 (2006), Asociación Argentina de Compositores, AAC–2705, Buenos Aires, Argentina. Alexander Müllenbach, dirección / Son Youn Hwa, flauta / Víctor Esfarelles, clarinete / Samuli Tuomikoski, violín / Pejman Memarzadeh, violonchelo)
- Sedekte. Quinteto dodecatánguico (2000-2001), para bandoneón y cuarteto de cuerdas (Obra ganadora de la Mención TRINAC, EIMC-ISCM-CAMU-IMC-UNESCO, 2002 y de la Medalla de Oro en Composición, Buenos Aires, 2000)
- Sedekte. Concierto dodecatánguico (2000-2001), [versión de Sedekte. Quinteto dodecatánguico] para bandonéon y orquesta de cuerdas
- Seriallemande (1997), para piano a 4 manos (Estreno mundial: 4 de diciembre de 1997. Sala ‘Juan Bautista Alberdi' , Centro Cultural General San Martín, Buenos Aires, Argentina. Alicia Clausi, piano / Ping-Hui Ho, piano)
- Sonata ‘Medina’ (1997), para piano solo (Estreno mundial: 3 de diciembre de 1999. La Casa de San Telmo, Buenos Aires, Argentina. Sergio Elena, piano)
- Sueño y chacarera (2001), para flauta y clarinete (Obra ganadora de la Mención TRIMARG, EIMC-ISCM-CAMU-IMC-UNESCO, 2002. Estreno mundial: 8 de augusto de 2001. Sala Grande, Audiorio de Radio Nacional, Buenos Aires, Argentina. Javier Blanco, flauta / Alfredo Gómez, clarinete
- Suite Argentina (2001), para orquesta de cámara (Obra ganadora del 2.º Premio ‘Franz Josef Reinl' Stiftung, Viena, 2002. Estreno mundial: 7 de junio de 2002. ‘Fanny-Hensel-Mendelssohn' Saal, Universidad de Música y Arte Dramático de Viena, Austria. Werner Hackl, dirección / Tonkünstler Ensemble
- Suite Argentina (2001), versión para orquesta sinfónica
- Suite del Castillo de Arteaga (1997), para orquesta sinfónica
- The Song of Anna O. (2005), para soprano y conjunto de cámara (Texto de Josef Breuer. Obra seleccionada por el Ensemble Aleph – 4.º Foro Internacional de Jóvenes Compositores (Programa ‘Cultura 2000' de la Unión Europea. Estreno mundial: 6 de septiembre de 2006. Bimhuis, Muziekgebouw aan ‘t IJ, Ámsterdam, Países Bajos. Ensemble Aleph. Primera grabación mundial: 4e Forum International des Jeunes Compositeurs - Oeuvres sélectionnées (2006), Carnet de bord, Ensemble Aleph / Cdmc, París, France. Ensemble Aleph)
- Trío de Sondica-Abasto (1999), para flauta, clarinete y piano (Estreno mundial: 28 de junio de 1999. Sala ‘Juan Bautista Alberdi' , Centro Cultural General San Martín, Buenos Aires, Argentina. Natalia Garnero, flauta / Esteban Cabello, clarinete / Juan Manuel Abras, piano)

## Discografía
- 2018: 'Chacarera endebussyada'. Natalia González Figueroa, piano. Homeland: Piano Music from Argentina, Vol. 1 (Buenos Aires, Argentina)
- 2017: 'Un réquiem lorquiano'. Juan Manuel Abras, pista de audio. Electroacoustic & Beyond Vol. 2. RMN Classical CLS170901 (Londres, Reino Unido)
- 2017: 'Perpetuum tanguile' y 'The Hermit' (revised version). Heavy. Édua Zádory, violín. GENUIN classics, GEN17473 (Leipzig, Alemania)
- 2016: 'Sitwa Raymi'. Bavel - Obras Corales Contemporáneas. Ensamble Cámara XXI / Miguel Pesce. (Buenos Aires, Argentina)
- 2008: 'Chacarera beatboxera'. Sound Chronicle of the Warsaw Autumn 2008 No. 5. Obra comisionada por el 51.º Festival Internacional de Música Contemporánea 'Otoño de Varsovia'. Patryk 'TikTak' Matela, beatboxing humano / Kwartludium Ensemble. Polish Music Information Centre, POLMIC 045 (Varsovia, Polonia)
- 2007: 'Chacarera meets the Puna'. Obras para Violín Solo de Compositores Argentinos Vol. II. Alejandro Drago, Violín. Tradition-Naxos Japan, TR070427 (Buenos Aires, Argentina)
- 2007: 'Estelango'. Los compositores académicos argentinos y el Tango II. Estela Telerman, piano / Guillermo Carro, piano. Pretal, PRCD 138 (Buenos Aires, Argentina)
- 2006: 'The Song of Anna O.'. 4e Forum International des Jeunes Compositeurs - Oeuvres sélectionnées. Obra seleccionada por el Ensemble Aleph – 4.º Foro Internacional de Jóvenes Compositores (Programa 'Cultura 2000' de la Unión Europea. Ensemble Aleph. Ensemble Aleph-Cdmc (París, Francia)
- 2006: 'Ricercare'. Argentina - Música de Cámara Vol. 1. Son Youn Hwa, flauta / Víctor Esfarelles, clarinete / Samuli Tuomikoski, violín / Pejman Memarzadeh, violonchelo. Asociación Argentina de Compositores, AAC-2705 (Buenos Aires, Argentina)
- 2002: 'Harmonie Alpha et Omega' (Text by Otto Vicenzi). Harmonie heute?! Marika Ottitsch, soprano / Lourenço César Finatti, piano. Harmonia Classica Records, HCR 022 (Viena, Austria)